# Auterrive
Auterrive är en kommun i departementet Pyrénées-Atlantiques i regionen Nouvelle-Aquitaine i sydvästra Frankrike. Kommunen ligger i kantonen Salies-de-Béarn som tillhör arrondissementet Pau. År 2022 hade Auterrive 143 invånare.

## Befolkningsutveckling
Antalet invånare i kommunen Auterrive
| Referens: INSEE |